# Lista de deputados estaduais do Maranhão da 2.ª legislatura
Esta é a lista de deputados estaduais do Maranhão eleitos para legislatura 1951-1955. Os parlamentares irão legislar por um mandato de quatro anos. A cada biênio, é eleita uma mesa diretora dentre os parlamentares para chefiar os trabalhos da Assembleia Legislativa do Maranhão.

## Composição das bancadas
| Partido | Líder                      | Bancada | Posição  |
| ------- | -------------------------- | ------- | -------- |
| PST     | Newton Belo                | 20 / 36 | Governo  |
| PR      | Maurício Jansen Pereira    | 5 / 36  | Oposição |
| PSD     | Florêncio Cerqueira Soares | 5 / 36  | Oposição |
| PSP     | Neiva Moreira              | 3 / 36  | Oposição |
| UDN     | Raimundo de Araújo Neto    | 1 / 36  | Oposição |
| PL      | Valbert Costa Pinheiro     | 1 / 36  | Oposição |
| PTB     | Catão Maranhão             | 1 / 36  | Oposição |

## Deputados Estaduais
Foram eleitos 36 deputados estaduais e as bancadas foram assim distribuídas: PST 20, Oposições Coligadas 16.
| Número | Deputados estaduais eleitos           | Partido | Votação | Percentual | Cidade onde nasceu         | Unidade federativa |
| 52924  | Francisco Chagas Araújo               | PST     | 3.469   | 2,43%      | São Luís                   | Maranhão           |
| 46187  | Neiva Moreira                         | PSP     | 3.038   | 2,13%      | Nova Iorque                | Maranhão           |
| 52308  | Didácio Coelho dos Santos             | PST     | 2.675   | 1,87%      | Santa Luzia                | Maranhão           |
| 52464  | Teoplistes Teixeira                   | PST     | 2.643   | 1,85%      | Pastos Bons                | Maranhão           |
| 52488  | Raimundo Bogéa                        | PST     | 2.630   | 1,84%      | Grajaú                     | Maranhão           |
| 52734  | Gonçalo Moreira Lima                  | PST     | 2.622   | 1,84%      | Colinas                    | Maranhão           |
| 52330  | Newton Belo                           | PST     | 2.499   | 1,75%      | São Bento                  | Maranhão           |
| 52915  | Lister Caldas                         | PST     | 2.499   | 1,75%      | Teresina                   | Piauí              |
| 52328  | Paulo Rocha Matos                     | PST     | 2.381   | 1,67%      | Imperatriz                 | Maranhão           |
| 46605  | José Clementino Bezerra               | PSP     | 2.305   | 1,61%      | Timon                      | Maranhão           |
| 52531  | José Ribamar de Carvalho Lago         | PST     | 2.277   | 1,59%      | Pedreiras                  | Maranhão           |
| 20332  | Maurício Jansen Pereira               | PR      | 2.187   | 1,53%      | São Luís                   | Maranhão           |
| 52599  | César Aboud                           | PST     | 2.170   | 1,52%      | Rio Branco                 | Acre               |
| 52830  | João Batista Freitas Diniz            | PST     | 2.129   | 1,49%      | Araioses                   | Maranhão           |
| 22783  | Raimundo Nonato Corrêa de Araújo Neto | UDN     | 2.122   | 1,48%      | Pedreiras                  | Maranhão           |
| 52912  | Jefferson Rodrigues Moreira           | PST     | 2.071   | 1,45%      | Santa Quitéria do Maranhão | Maranhão           |
| 52699  | José Gabriel dos Santos Neto          | PST     | 2.011   | 1,41%      | Caxias                     | Maranhão           |
| 52578  | José Ribamar Bayma Serra              | PST     | 2.000   | 1,40%      | São Luís                   | Maranhão           |
| 41343  | Florêncio Cerqueira Soares            | PSD     | 1.973   | 1,38%      | Paço do Lumiar             | Maranhão           |
| 52120  | Nunes Freire                          | PST     | 1.953   | 1,37%      | Grajaú                     | Maranhão           |
| 20502  | Manoel de Oliveira Gomes              | PR      | 1.943   | 1,36%      | Bacabal                    | Maranhão           |
| 52666  | Djalma Tenório Brito                  | PST     | 1.934   | 1,35%      | Codó                       | Maranhão           |
| 41725  | José de Sousa Carvalho Branco         | PSD     | 1.917   | 1,34%      | Caxias                     | Maranhão           |
| 52782  | José de Sousa Marques Teixeira        | PST     | 1.909   | 1,33%      | Açailândia                 | Maranhão           |
| 20456  | José Maria de Carvalho                | PR      | 1.904   | 1,33%      | Bacabal                    | Maranhão           |
| 52517  | José da Silva Varão                   | PST     | 1.879   | 1,31%      | Balsas                     | Maranhão           |
| 52743  | Eusébio Martins Trinta                | PST     | 1.847   | 1,29%      | Santa Inês                 | Maranhão           |
| 52789  | Ivar Saldanha                         | PST     | 1.826   | 1,28%      | Rosário                    | Maranhão           |
| 41455  | Walter de Matos Carvalho              | PSD     | 1.664   | 1,16%      | Barreirinhas               | Maranhão           |
| 20916  | Travassos Furtado                     | PR      | 1.610   | 1,12%      | Viana                      | Maranhão           |
| 42434  | Valbert Costa Pinheiro                | PL      | 1.552   | 1,08%      | Barra do Corda             | Maranhão           |
| 41622  | Fernando Ribamar Viana                | PSD     | 1.526   | 1,07%      | Pinheiro                   | Maranhão           |
| 14897  | Catão Maranhão                        | PTB     | 1.518   | 1,06%      | Chapadinha                 | Maranhão           |
| 41424  | Eurico da Rocha Santos                | PSD     | 1.392   | 0,97%      | São João dos Patos         | Maranhão           |
| 20971  | Avilásio Fonseca Maranhão             | PR      | 1.373   | 0,96%      | Santa Luzia                | Maranhão           |
| 46516  | Petrônio Aguiar Pereira               | PSP     | 1.365   | 0,95%      | Buriticupu                 | Maranhão           |